# Iza Moczarna-Pasiek
Iza Moczarna-Pasiek, właśc. Izabela Moczarna-Pasiek (ur. 1972 we Wrocławiu) – polska artystka wizualna, fotografka i feministka. Autorka pierwszego w Polsce kalendarza Amazonek (2005), prezentującego akty kobiet po mastektomii.

## Życiorys
Studiowała filologię angielską na Uniwersytecie im. Adama Mickiewicza w Poznaniu. Ukończyła fotografię na Blake College w Londynie (Bachelor of Arts) oraz gender studies w Instytucie Badań Literackich Polskiej Akademii Nauk w Warszawie.
Związana z Wrocławiem, wraz z mężem i córką Natashą mieszkała też w Berlinie.

## Twórczość
Zajmuje się zaangażowaną społecznie sztuką feministyczną. Operuje przede wszystkim obrazem i słowem: jej głównym medium jest fotografia, a zdjęciom towarzyszą często opowieści zaproszonych do współpracy bohaterek – ich herstorie.
Tematyczną osią jej twórczości jest eksplorowanie problematyki kobiecości w polskim kontekście kulturowym. Artystka za cel stawia sobie przełamywanie tabu towarzyszącego tej płci, co realizuje poprzez poruszanie i oswajanie trudnych zagadnień, takich jak choroba, starość, cielesność, owłosienie, seksualność czy menstruacja. W swoich pracach proponuje niestereotypowe reprezentacje kobiecości, w kontrze do wyidealizowanych wizerunków reprodukowanych i promowanych w mediach. Eksploruje także przestrzenie kobiecych wspólnot i rytuałów, jest „siostrą kręgową”, prowadzi warsztaty dla kobiet.
Jej wystawy prezentowane są w całym kraju, nierzadko wzbudzając kontrowersje, i są dość szeroko komentowane tak w prasie lokalnej, jak i mediach ogólnopolskich. Poprzez swoją pracę artystka angażuje się w proces wytwarzania zmiany społecznej. Jej twórczość sytuuje się na pograniczu sztuki współczesnej i działalności społeczno-politycznej, można postrzegać ją jako formę „modelującego rzeczywistość” artywizmu.

### Kalendarz Amazonek 2005i prace poruszające problematykę nowotworową
Ważnym tematem w twórczości Moczarnej-Pasiek jest nowotwór piersi. We współpracy z Wrocławskim Stowarzyszeniem Amazonek Femina – Fenix stworzyła w 2005 r. kalendarz Amazonek, będący pierwszą publiczną i szeroko komentowaną prezentacją aktów kobiet po mastektomii. W analizie tej pracy Izabela Kowalczyk i Edyta Zierkiewicz zauważają, że była ona niezwykle odważna – dotknęła tabu i wzbudziła różnorodne i bardzo silne reakcje. Badaczki zwracają uwagę na problematykę „braku” w świetle dominacji męskiego spojrzenia oraz na estetyzację ciał modelek przy użyciu różnorodnych atrybutów (kwiaty, korale, kapelusz etc.), „rekompensujących” utratę piersi oraz wizualną grę pomiędzy „zakrytym” i „odkrytym”. Zauważają również erotyczny wymiar prac, przedstawiających kobiety z doświadczeniem choroby jako podmioty seksualne. Autorki podkreślają też edukacyjny i terapeutyczny wymiar Kalendarza – uwidocznienie traumy i wspieranie jej zaleczenia, stymulację zbiorowej świadomości problematyki raka piersi. Przełomowa w obrazowaniu raka piersi praca zestawiana była z realizacjami nurtu sztuki krytycznej, podejmującymi problematykę nienormatywnych ciał (m.in. K. Kozyry, A. Żmijewskiego czy J. Rajkowskiej).
Kalendarz Amazonek 2005 stał się inspiracją do powstania kolejnych kalendarzy, m.in. kalendarza młodych Amazonek pt. Niejedna z Jedną, zrealizowanego na przełomie 2008 i 2009 r. przez Dorotę Kiałkę i będącą jej przyjaciółką artystkę Agnieszkę Kłos, do którego Moczarna-Pasiek została również zaproszona. Jak zauważa Zierkiewicz, oba te kalendarze były jednymi z nielicznych politycznych gestów ujawnienia blizny po mastektomii w polskim dyskursie raka piersi. Podczas prac nad kalendarzem Niejedna z Jedną Moczarna-Pasiek zrealizowała również cykl Córki Amazonki, przedstawiający dziewczynki żyjące z doświadczeniem choroby swojej mamy.
Problematykę nowotworów i towarzyszącego im wykluczenia społecznego kobiet Moczarna-Pasiek eksplorowała później w projektach Kobieta i b(rak) – sesji zdjęciowej związanej z książką E. Ziarkiewicz – Cięcie oraz Nim rak da znak. W cyklu fotograficznym Cięcie (2009) jej modelkami są kobiety łyse, które utraciły włosy w wyniku chemioterapii. Ich portretom towarzyszą osobiste historie dotyczące m.in. straty, samoakceptacji i strategii radzenia sobie z doświadczeniem stygmatyzacji, związanej z widocznością braku włosów w procesie leczenia. Natomiast projekt Nim rak da znak (2013), zrealizowany we współpracy z fotografką Martą Szczygłowską, dotyczy profilaktyki nowotworów. Na 12 planszach znalazły się portrety kobiet w różnym wieku, ich wskazówki dotyczące dbania o zdrowie oraz szczegółowe informacje na temat badań.

### Harda Wenus(2011)
Zrealizowany w 2011 wraz z Klaudią Winiarską cykl zdjęć Harda Wenus przedstawia kobiety duże, niemieszczące się w powszechnie przyjętym kanonie piękna. Celem artystek było pokazanie autentyzmu i dowartościowanie cielesności realnej, niepoddanej zabiegom sztucznego upiększenia. Akty zaprezentowane zostały w galeriach handlowych oraz w magazynie Newsweek w formie kampanii społecznej na rzecz samoakceptacji, zdobywając dużą popularność i wzbudzając szeroką dyskusję. Przez odnotowującego „sterczące brzuchy”, „obwisłe piersi”, „wałki”, „nogi jak kloce” oraz komentującego „wylewający się przez skórę tłuszcz” literaturoznawcę Krzysztofa Obremskiego akty te określone zostały mianem „(post)sarmackich”. Natomiast Edyta Zierkiewicz zwraca uwagę na zawarty w pracach opór wobec opresjonującego kobiece ciała konsumpcjonizmu oraz na transgresyjny wymiar zdjęć – przedstawienie wolnej od przymusu seksualności poza stereotypową atrakcyjnością. W innym tekście Obremski zauważył, że projekt ten wpisuje się w postulat „pisania ciałem” Hélène Cixous i ma wymiar emancypujący z opresji męskiego spojrzenia oraz „fallocentrycznej wyobraźni”.

### Inne projekty
W 2013 r. artystka zrealizowała fotoreportaż Krąg, w którym przedstawiła zamknięte spotkanie nawiązującego do szamańskich tradycji Kręgu Kobiet. Cykl opowiada o przeżywaniu bycia we wspólnocie oraz o tajemnicy kobiecego zgromadzenia. W tym samym roku, we współpracy z Muzeum Współczesnym Wrocław, Moczarna-Pasiek zaprezentowała projekt Kobiecość? Próba Re-definicji? (2013), do współtworzenia którego zaprosiła różnorodne osoby identyfikujące się jako kobiety. Ich portrety i własne definicje kobiecości zostały zestawione w postaci wielogłosu.
Rok później artystka zainicjowała powstanie grupy pomorskich seniorek, które zaprosiła do współtworzenia intermedialnego projektu Syreni Śpiew (2014/2015). Przez dziewięć miesięcy uczestniczki wspólnie eksplorowały dojrzałą kobiecość, a do mówienia o sobie użyły w subwersywny sposób „babcinych atrybutów”, takich jak haft czy wypieki oraz wykonały wspólnie rytuał ana-suromai.
W swojej twórczości Moczarna-Pasiek podejmuje też zagadnienie macierzyństwa. W cyklu prac Panna z Dzieckiem (2010) artystka upomniała się o widzialność i opowieści kobiet samodzielnie wychowujących dzieci, walcząc z ich stygmatyzacją w małych miejscowościach. Pracowała także nad projektem poświęconym kobietom bezdzietnym.
W ramach projektuCzerwony namiot, ćwiczenia z krwawienia zaprasza kobiety do udziału w warsztatach Siostrzeństwo krwi i dzielenia się swoimi opowieściami menstruacyjnymi. Powstałe podczas spotkań elementy współtworzyć mają patchworkową instalację artystyczną „zbudowaną z artefaktów krwi i kolektywnej energii osób, które je tworzyły”.
W ramach wystawy Matka Ziemia w BWA Wrocław w 2022 r. pokazała pracę wideo 52º 43’ 15.516” N 23º 34’ 39.209” E, opowiadającą o rytuale użyźniania ziemi krwią menstruacyjną i nawiązującą do praktyk społeczeństw matriarchalnych, badanych przez Mariję Gimbutas.

### Wybrane wystawy indywidualne
2020 – Jelczańskie HERstorie, Miejsko-Gminne Centrum Kultury, Jelcz-Laskowice;
2016 – Kalendarz Amazonek 2005, II Słupski Kongres Kobiet, Ustka, 2016,
2014/2015 – Syreni Śpiew, Baszta Czarownic, Bałtycka Galeria Sztuki Współczesnej w Słupsku; 2016 – Dom Norymberski w Krakowie; 2016 – BWA Galeria Sztuki w Olsztynie;
2013 – Kobiecość? Próba Re-definicji, kurator: Bartek Lis, Muzeum Współczesne Wrocław; 2014 – Bałtycka Galeria Sztuki Współczesnej w Słupsku; 2016 – Fundacja Feminoteka, Warszawa; 2016 – VIII Kongres Kobiet, Warszawa; 2017 – Dom Darmstadt, Płock;
2011 – Harda Wenus, Hotel Filmar, Toruń;
2011 – Amaravati, Galeria BB, Kraków.
2010 – Panna z Dzieckiem, klub Grawitacja w Warszawie; galeria Outdoor, Wrocław; Biblioteka Pedagogiczna w Toruniu.
2009 – Cięcie, Wrocław, Trójmiasto, Katowice; Muzeum Pałacu w Wilanowie, Warszawa; 2010 – Dom Kultury Śródmieście, Warszawa; 2010 – Ratusz w Kaliszu, Kalisz; 2010 – Biblioteka Pedagogiczna, Toruń; 2011 – Instytut Polski, Asociación Copérnico, Departament Kultury i Turystyki oraz Archiwum Główne Murcji, Murcja; 2013 – Szpital Quiron Tenerife, Szpital Quiron Costa Adeje, Teneryfa, 2020 – Pałac w Żmigrodzie, Żmigród.

### Wybrane wystawy zbiorowe
2022 – Matka Ziemia, kuratorka: Joanna Synowiec, BWA Wrocław.
2020 – Rytuał Kobiet, kuratorka: Agata Saraczyńska, online.
2019/2020 – Kreatywne Stany Chorobowe: AIDS, HIV, RAK, grupa badawcza: Luiza Kempińska, Paweł Leszkowicz, Zofia Nierodzińska, Jacek Zwierzyński, Galeria Miejska Arsenał w Poznaniu.
2018 – Decydentki, 9.03-29.03.2018, kuratorki: Iwona Demko i Renata Kopyto, Dom Norymberski w Krakowie.
2016 – Meerschmerz – Może Współdzielne, kuratorka: Zofia Reznik, Centrum Sztuki Współczesnej HALLE 14, Lipsk; 2017 – BWA Wrocław.
2013 – Rytuał X – Koniec Cywilizacji. Ostatnia Noc Szamanów, Port Miejski, Wrocław.
2008 – Niejedna z jedną, Ratusz we Wrocławiu, 2009 – Stary Browar, Poznań.

## Wyróżnienia
Artystka była wielokrotnie zapraszana na rezydencje artystyczne oraz do udziału w panelach i wydarzeniach dotyczących praw kobiet jako ekspertka. Jedna z jej fotografii znalazła się na okładce publikacji Kobieta i (b)rak. Wizerunki raka piersi w kulturze, pod red. Edyty Zierkiewicz i Aliny Łysak, [Wrocław] 2007.

### Występy eksperckie
- Konferencja naukowa „Czy badania artystyczne”, 21-24.10.2020, Tercet CBA?, Akademia Sztuk Pięknych im. Eugeniusza Gepperta we Wrocławiu i Sympozjum Wrocław 70/20, online[93].
- Debata Bezdzietność z wyboru – w czym problem?, Stowarzyszenie Dolnośląski Kongres Kobiet, Wrocław, 2018[94],
- Ogólnopolska Giełda Projektów 2017 „animacja + woda”, Narodowe Centrum Kultury, Warszawa[95],
- CreativeMornings Wroclaw, 2017[96][97][98],
- II Słupski Kongres Kobiet, Ustka, 2016[57],
- TEDxWroclaw 2016 The Musical: Break The Silence, Wrocław[99][100][101][102],
- TEDxWroclaw 2013: Obudź w sobie bohatera!, Wrocław[103][104].

### Rezydencje artystyczne
- 2016 – rezydencja artystyczna Beaty Rojek i Gangu Delfinów (Wojtek Furmaniak, Patrycja Mastej, Iza Moczarna-Pasiek, Kamil Radek, Zośka Reznik, Sonia Sobiech) w Centrum Sztuki Współczesnej HALLE 14 w Lipsku w ramach Programu Rezydencji Artystycznych A-i-R Wro Europejskiej Stolicy Kultury Wrocław 2016[87][86][105].
- 2014/2015 – rezydencja artystyczna w Bałtyckiej Galerii Sztuki Współczesnej[47][58].
- świecka rezydencja w żeńskim klasztorze buddyjskim w centrum Hertfordshire w Anglii[4].